# Viola shinchikuensis
Viola shinchikuensis är en violväxtart som beskrevs av Yoshimatsu Yamamoto. Viola shinchikuensis ingår i släktet violer, och familjen violväxter. Inga underarter finns listade i Catalogue of Life.